# Clubiona pashabhaii
Clubiona pashabhaii är en spindelart som beskrevs av Patel 1973. Clubiona pashabhaii ingår i släktet Clubiona och familjen säckspindlar. Inga underarter finns listade i Catalogue of Life.